# Goyder Lagoon

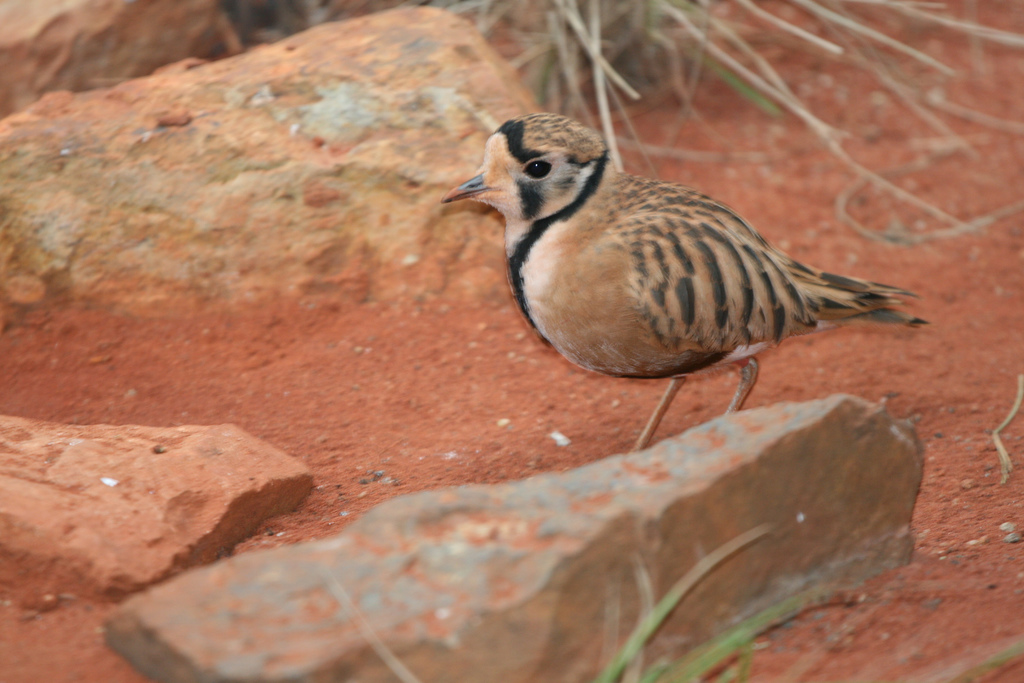
Die Important Bird Area ist ein wichtiger Lebensraum für Australische Regenpfeifer (Charadrius australis)

Die Goyder Lagoon  ist ein großes, nicht ganzjährig mit Wasser gefülltes Sumpfgebiet im Nordosten des australischen Bundesstaates South Australia.
Sie liegt nordöstlich des Birdsville Track nahe der Grenze zu Queensland und gehört zur Flussaue des Diamantina River. Besonders hohe Wasserstände im Georgina River und im Mulligan River können dafür sorgen, dass dem Sumpf an seiner Nordwestseite über den Eyre Creek Wasser zugeführt wird. Der Wasserabfluss erfolgt über den Warburton River. Der größte Teil des Sumpfes besteht aus seichten, verflochtenen, kleinen Kanälen. Das Gebiet gehört zur Rinderstation Clifton Hills Station auf Kronland.
Im Mittel betragen die jährlichen Regenfälle 100–150 mm und die Sommerhöchsttemperaturen 36–39 °C.
Das Sumpfgebiet wurde nach dem Geodäten und Entdecker George Goyder benannt.

## Vögel
Ein Gebiet von 2.684 km² unter Einbeziehung der Goyder Lagoon wurde von BirdLife International zur Important Bird Area (IBA) erklärt, hauptsächlich weil sich dort bei Flut viele Wasservögel niederlassen. 2002 wurden bei einer Zählung aus der Luft insgesamt 170.000 Stück geschätzt. Die größten Ansammlungen von Wasservögeln finden sich im Südteil des Sumpfes, darunter verschiedene Arten von Kormoranen, Enten, Reihern und Ibissen. In der IBA finden sich über 1 % des Weltbestandes an Affengänsen (Stictonetta naevosa), Lachseeschwalben (Gelochelidon nilotica) und brütenden Königslöfflern (Platalea regia). Eine kleine Population des Safrantrugschmätzers (Yellow Chat, Ephthianura crocea) aus der Familie der Honigfresser findet sich im Koonchera Waterhole. Andere Vogelarten, für die der Sumpf einen wichtigen Lebensraum bietet, sind der Schwarzachselaar (Letter-winged Kite, Elanus scriptus), der Gürtelregenpfeifer (Charadrius australis), die Australischen Sänger Brauengrasschlüpfer (Amytornis barbatus) und Eyregrasschlüpfer (Amytornis goyderi), Honigfresser wie der Trauerhonigfresser (Sugomel nigrum syn. Certhionyx niger), der Elsterhonigfresser (Certhionyx variegatus) und Wüsten-Trugschmätzer (Gibberbird, Ashbyia lovensis), der Banded Whiteface (Aphelocephala nigricincta, Familie Südseegrasmücken), der Buschflöter (Chirruping Wedgebill, Psophodes cristatus) und der Zimtflöter (Cinnamon Quail-Trush, Cinclosoma cinnamomeum).